# ハン・ヒョヨン
ハン・ヒョヨン（ハングル表記：한효연、1980年 - ）は、大韓民国のアナウンサー。梨花女子大学校の国語国文学科を卒業した。2005年にKBSの第31期公開採用でアナウンサーとして採用され入局した。KBS大邱放送総局で『KBSネットワーク大邱』や『행복발견 오늘』（仮訳：幸福発見 今日）などの番組で司会進行を務めた。2010年に同期入社のアナウンサーと結婚した。